# La Historia Profunda de la Tierra
La Historia Profunda de la Tierra es un libro de 2014 del historiador y geólogo Martin J. S. Rudwick sobre los avances en el tiempo geológico y la historia profunda, un término para el desarrollo de la historia de la Tierra y el pasado distante de la especie humana. Las reseñas fueron en gran medida positivas, aunque algunos criticaron el minimalismo de Rudwick en relación con el conflicto entre ciencia y religión y el rechazo de la evolución por parte de los grupos religiosos.

## Sinopsis
Desde la perspectiva de un geólogo donde todo tiene una historia, La Historia Profunda de la Tierra explica cómo el descubrimiento de la vejez de la Tierra movió progresivamente a los humanos desde el centro. Se centra en los detalles del difícil y lento camino hacia el conocimiento, la diferencia entre la historia física y similar a la ley y la interacción de la ciencia y la religión. Explica cómo los estudiosos descubrieron gradualmente y llegaron a comprender los mecanismos que dieron forma a la Tierra, en lugar de permanecer limitados por las reconstrucciones de eventos. La Historia Profunda de la Tierra se considera una visión general más condensada y accesible que las obras anteriores de Rudwick como Worlds Before Adam.

## Reseñas
El profesor de geología y geocientífico Ted Nield, escribiendo para la Sociedad Geológica de Londres, elogió el libro y la elegante prosa de Rudwick y agregó que La Historia Profunda de la Tierra es un resumen más accesible de voluminosos trabajos anteriores, especialmente Worlds Before Adam. Concluyó que «la relegación de nuestra especie a los márgenes del tiempo seguramente merece, como una revolución científica, el debido respeto. No necesitaba convencerme. Este maravilloso libro no dejará a muchos más en duda».
La profesora asistente de filosofía Joyce Havstad elogió el libro por su resumen del largo y difícil camino del conocimiento que condujo a lo que sabemos, pero también lo criticó por minimizar de manera poco convincente el conflicto entre ciencia y religión y por centrarse en la diferencia entre las ciencias similares a la ley y las históricas. «El hecho de que haya muchos casos, que Rudwick ha descrito, y en los que tales puntos de vista religiosos y científicos no entren en conflicto entre sí, no establece que haya pocos casos de este tipo entonces o ahora en los que entren en conflicto entre sí. (...) Me temo que lidiar con [el creacionismo] -y con el desafío que plantea para la comunicación científica exitosa, la educación, la investigación y la formulación de políticas- es una tarea desalentadora que enfrento casi a diario, como filósofo de la ciencia y profesor que enseña teoría evolutiva, ciencias de la Tierra y más a estudiantes universitarios estadounidenses». De lo contrario, encontró persuasiva cómo La Historia Profunda de la Tierra hace la distinción entre «(a) teorizar históricamente que un evento ha sucedido, y (b) teorizar físicamente sobre cómo se causó un evento». Su conclusión fue «es un libro muy bueno y disfruté leyéndolo en todas partes».
La profesora de Educación en Ciencias de la Tierra y Ambientales Alison Stokes escribió para la revista Times Higher Education: «[Rudwick] logra tejer un relato convincente de cómo la escala de tiempo de la Tierra se expandió a magnitudes mucho más allá de las imaginadas por los primeros académicos, y de los individuos responsables de avanzar en el pensamiento científico a través de sus ideas y acciones». Añadió: «Aunque Rudwick lo descartó como un ‹extraño espectáculo secundario›, el resurgimiento del creacionismo de la Tierra Joven frente a la abrumadora evidencia científica de lo contrario es, sin embargo, un estado de cosas frustrante».
El grupo apologético cristiano The BioLogos Foundation volvió a publicar una reseña del paleontólogo Ralph Stearley con un prólogo de su vicepresidente Jim Stump. La reseña de Stearley fue escrita originalmente para la revista Perspectives on Science and Christian Faith publicada por el creacionista evolucionista y la organización de compañerismo cristiano American Scientific Affiliation. Stearley elogió a Rudwick por ampliar las contribuciones de los eruditos cristianos en el avance de la ciencia en sus obras. Añadió: «Está escrito en un estilo accesible y brilla con casi cien ilustraciones, en su mayoría reproducciones de ilustraciones originales o páginas de texto de individuos significativos que van desde James Ussher hasta astrogeólogos contemporáneos. En el camino, la escala de tiempo geológico se desarrolla hasta que alcanza su alcance y detalle actual (...) Rudwick narra limpiamente la comprensión paso a paso de que la Tierra era un objeto con una larga historia». También elogió el libro por presentar la opinión de que la fe y la ciencia nunca estuvieron en guerra. Concluyó: «Por su amplio alcance, inteligibilidad, ilustraciones deliciosas y, a veces, un enfoque francamente personal, este volumen es una delicia. Lo recomiendo encarecidamente como una lectura solitaria o como una introducción a otras obras autorizadas de Martin Rudwick».